# Grocery Andromeda
『Grocery Andromeda』（グローサリー・アンドロメダ）は、日本のネオアコ・バンドである b-flower の 5th アルバム。
1995年2月22日に東芝EMI（現・EMIミュージック・ジャパン）より発売された。うち3曲がシングルカット（カップリング曲含む）。
プロデュースの外間隆史は、冨田恵一や飯尾芳史とともに、これが三作目となる。また、細海魚の初参加作品でもある。
「今までになく断定的な言葉、ナイーヴでありながらも軽やかなメロディー……八野英史が30歳を越えてなお守り続けるイノセントが、小さな呟きではなく、鮮やかなポップスとして美しく鳴り響いている。ビー・フラワー・フリークにとっても、初めて触れる人にとっても、穏やかな幸福感に満たされること請合いの傑作」（ROCKIN'ON JAPAN ）

## 収録曲
1. #1995 (4:11)
  - 作詞：八野英史、作曲：岡部亘（岡部わたる） 、編曲：b-flower・細海魚
  - 「今作の "#1995" っていう曲は『"1984年の僕" から届いた手紙』っていう意味なんですけど、そこで84年の僕は95年の僕に対して『おまえは間違ってる』って言ってるんです。でも、95年の僕としては『そんなん間違ってるのはわかってるけど、楽しい方に行こう』みたいな感じで。まあ『間違ってるよ』と僕は唄わされてしまってるんやけれども（笑）」[1]
2. 雪の朝ロビンのように (4:10)
  - 作詞・作曲：八野英史、編曲：b-flower・外間隆史・冨田恵一
  - 2nd シングルとしてカットされた曲。
3. 哀しきアストロノーツ (3:15)
  - 作詞・作曲：八野英史、編曲：b-flower・細海魚
4. 完璧なキス (4:28)
  - 作詞・作曲：八野英史、編曲：b-flower・外間隆史・冨田恵一
  - 遊佐未森が、バックグラウンド・ヴォーカルをつとめた。
5. サトウカエデの下で[Original Version] (5:14)
  - 作詞・作曲：八野英史、編曲：b-flower・細海魚
  - 別ヴァージョンが、ミニアルバム『Clover Chronicles I』に収録されている。細海魚の初参加曲。
  - 「"日曜日のミツバチ" で唄ってたように《誰かがどこかで風を閉じ込めている》というナイーヴさというか、被害者意識みたいなものがずーっとあって。それは一体何なんやろう？自分を囲ってるその檻っていうのは一体何なんやろう？って、今まで常に突き詰めていってたんやと思うんです。それが朧げながらに見えたいうか。だからあの……天使の視点でーーー『ベルリン・天使の詩』の天使のような視点で一回どうしても自分達と世界とを見渡す必要があったんです。で周りの状況をよく摑んだ上で、もう一度人間としてやり出そうというのがベスト盤に（も）入ってた "サトウカエデの下" でという曲で」[1]
6. めばえ (3:19)
  - 作詞：八野英史、作曲：宮大、編曲：b-flower・細海魚
7. Love & Peace? (4:04)
  - 作詞：八野英史、作曲：岡部亘、編曲：b-flower・外間隆史・冨田恵一
8. 入り江への往復 (5:06)
  - 作詞：八野英史、作曲：岡部亘、編曲：b-flower・外間隆史・冨田恵一
9. 海に住みたい (3:47)
  - 作詞：八野英史、作曲：宮大、編曲：b-flower・外間隆史・冨田恵一
10. Grocery Andromeda (3:28)
  - 作曲：鈴木浩、編曲：b-flower・外間隆史・冨田恵一
  - インストゥルメンタル曲。
11. 何だかまだよく判らない (3:08)
  - 作詞・作曲：八野英史、編曲：b-flower・細海魚
  - シングル「雪の朝ロビンのように」のカップリングとしてカットされた。
12. North Marine Drive [Album Mix] (5:19)
  - 作詞・作曲：八野英史、編曲：b-flower・細海魚
  - オリジナル・バージョンが、3rd シングルとしてカットされた。

## クレジット
- 八野英史 - ヴォーカル、アコースティック・ギター、エレクトリック・ギター (3)(9)(12)、ピアノ(12)、パーカッション(9)
- 岡部亘（岡部わたる）  - ドラムス、エレクトリック・ギター (1)(4)(7)(8)、バックグラウンド・ヴォーカル (2)(3)(7) 、パーカッション (1)(3)(5)(7)
- 宮大 - ベース、"プリング・オフ" エレクトリック・ギター/バックグラウンド・ヴォーカル (6)、ピアノ(10)、パーカッション(9)
- 鈴木浩 - エレクトリック・ギター、アコースティック・ギター(9) (10)

### 参加ミュージシャン
- 冨田恵一 - プログラミング & キーボード(2)(4)(7)(8)(9)(10)
- 細海魚 - キーボード(1)(3)(5)(6)(11)(12) & プログラミング(6)(12)
- 外間隆史 - シンセサイザー(9)
- 遊佐未森 - バックグラウンド・ヴォーカル(4)

### その他
- プロデュース - 外間隆史
- サウンド・プロデュースおよびアレンジ
b-flower + 外間隆史 + 冨田恵一 (2)(4)(7)(8)(9)(10)
b-flower + 細海魚 (1)(3)(5)(6)(11)(12)
- 録音 - 笹原与志一
- ミックス
飯尾芳史 (2)(4)(6)(7)(8)(9)(10)(11)(12)
内海幸雄 (1)(3)(5)
- アート・ディレクターおよびデザイン - 石川絢士
- "Grocery Andromeda" 小屋のデザイン - 外間隆史

## 備考
- 2010年現在、廃盤。